# Isotenes rhodosphena
Isotenes rhodosphena is een vlinder uit de familie van de bladrollers (Tortricidae). De wetenschappelijke naam van de soort is voor het eerst geldig gepubliceerd in 1952 door Alexey Diakonoff.

## Type
- holotype: "male"
- instituut: RMNH, Leiden, Nederland
- typelocatie: "Indonesia, New Guinea, Mist Camp"